# Mythimna biundulata
Mythimna biundulata är en fjärilsart som beskrevs av Victor Ivanovitsch Motschulsky 1860. Mythimna biundulata ingår i släktet Mythimna och familjen nattflyn. Inga underarter finns listade i Catalogue of Life.